# Saul Goskind
Saul Goskind (* 1907 in Warschau; † 24. Mai 2003 in Bnei Berak) war ein jüdischer Filmproduzent in Polen und Israel. Durch ihn entstanden die wichtigsten jiddischsprachigen Filme in Polen von 1936 bis 1949.

## Leben
Saul Goskind wurde 1907 in einer jüdischen Familie in Warschau geboren. 1932 gründete er mit seinem Bruder Isaak ein erstes jüdisches Filmstudio Sektor. 1936 entstand daraus das Kinor Filmstudio.
In diesem Jahr wurde dort der Film Al Chejt produziert. Es folgten weitere Filme.
1939 ging er in die Sowjetunion, 1945 kehrte er nach Polen zurück und nahm seine Produktionsarbeit wieder auf. 1951 ging er nach Israel. Dort produzierte er weitere Filme. 2003 starb er in Bnei Berak.

## Filme (Auswahl)
- Przebudzenie (1934)
- Al Chejt (Za grzechy) (1936)
- Frejliche kabconim (Weseli biedacy) (1936)
- On a hejm (Bezdomni) (1939)
- Wilno (1939)
- Warszawa (1939)
- Lwów (1939)
- Łódź (1939)
- Kraków (1939)
- Białystok (1939)
- Der jidiszer jiszuw in Niderschlezien  (Żydowskie osadnictwo na Dolnym Śląsku) (1947)
- Droga na zdrowie (1947)
- Mir lebn geblibene (My, którzy przeżyliśmy) (1948)
- Unzere kinder (Nasze dzieci) (1948)
- ORT (1948)
- Joint (1949)
- Der finfder jorcajt fun ojfsztand in Warszawer Getto (Piąta rocznica powstania w getcie warszawskim)(1948)
- Po dwóch tysiącach lat (Durch zweitausend Jahre) (1949)